# Tilt Cove
Tilt Cove es un pueblo canadiense situado en la provincia de Terranova y Labrador.

## Superficie
Tilt Cove tiene una superficie de 3,1 km².

## Demografía
En 2021, tenía 5 habitantes, una densidad poblacional de 1,6 hab./km², y 9 viviendas.